# Martina Ellmer
Martina Ellmer (11 marzo 1958) è un'ex sciatrice alpina austriaca.

## Biografia
Sciatrice polivalente originaria di Wagrain, la Ellmer agli Europei juniores di Mayrhofen 1975 vinse la medaglia d'oro nello slalom gigante e in Coppa Europa in quella stessa stagione 1974-1975 fu 2ª sia nella classifica generale sia in quella di slalom speciale. In Coppa del Mondo colse il primo piazzamento il 16 dicembre 1975 a Cortina d'Ampezzo in discesa libera (7ª) e il miglior risultato il 12 marzo 1977 a Heavenly Valley nella medesima specialità (6ª); in quella stessa stagione 1976-1977 in Coppa Europa vinse la classifica di discesa libera, mentre l'anno dopo ai Mondiali di Garmisch-Partekirchen 1978 sempre in discesa libera fu 8ª. L'ultimo piazzamento della sua carriera agonistica fu il 13º posto ottenuto nella discesa libera di Coppa del Mondo disputata il 6 gennaio 1980 a Pfronten; non prese parte a rassegne olimpiche.

## Palmarès

### Europei juniores
- 1 medaglia[2]:
  - 1 oro (slalom gigante a Mayrhofen 1975)

### Coppa del Mondo
- Miglior piazzamento in classifica generale: 30ª nel 1977

### Coppa Europa
- Miglior piazzamento in classifica generale: 2ª nel 1975[1]
- Vincitrice della classifica di discesa libera nel 1977[3]

### Campionati austriaci
- 6 medaglie[4][senza fonte]:
  - 2 argenti (discesa libera nel 1978; combinata nel 1979)
  - 4 bronzi (combinata nel 1975; slalom gigante, combinata nel 1976; discesa libera nel 1979)